# Одарченко Андрій Миколайович
Андрі́й Микола́йович Ода́рченко  (нар. 2 листопада 1978, Харків, УРСР) — народний депутат України IX скликання від 170-го виборчого округу від партії «Слуга народу», член Комітету з питань антикорупційної політики, доктор технічних наук, професор[джерело?].

## Життєпис
Народився 2 листопада 1978 року в Харкові. У 2000 році закінчив Харківську академію технології та організації харчування за спеціальністю «Товарознавство та комерційна діяльність» (товарознавець-експерт), диплом з відзнакою.
28 листопада 2003 року захистив дисертаційну роботу на здобуття наукового ступеня кандидата технічних наук за спеціальністю 05.18.15 — товарознавство харчових продуктів.
21 червня 2007 року 
З 2011 року по теперішній час працює деканом факультету управління торговельно-підприємницькою та митною діяльністю ХДУХТ.
У 2013 році закінчив Харківський державний університет харчування та торгівлі, за спеціальністю «Економіка підприємства», кваліфікація — магістр з економіки та підприємства.
20 березня 2014 року захистив дисертаційну роботу на здобуття наукового ступеня доктора технічних наук за спеціальністю 05.18.13 — технологія консервованих і охолоджених харчових продуктів.
З 2015 року по теперішній час за сумісництвом працює на посаді професора кафедри товарознавства, управління якістю та екологічної безпеки ХДУХТ. Загальний стаж роботи становить 13 років 5 місяців.
Є членом спеціалізованої вченої ради К 64.088.03 Харківського державного університету харчування та торгівлі, головою Вченої ради факультету управління торговельно-підприємницькою та митною діяльністю ХДУХТ, головою експертної ради ХДУХТ за напрямом «Товарознавство і торговельне підприємництво. Екологічна безпека», членом Українського товариства товарознавців і технологів, членом наукового семінару з попередньої експертизи дисертацій ХДУХТ.
Фахівець з підготовки інженерних і науково-педагогічних кадрів, в тому числі і вищої кваліфікації — підготував трьох кандидатів технічних наук, успішно захищені дисертаційні роботи на здобуття наукового ступеня кандидата технічних наук за спеціальністю 05.18.15 — товарознавство харчових продуктів.
У 2017 році був затриманий за підозрою в керуванні транспортним засобом у стані алкогольного сп'яніння, проте суд закрив провадження за відсутністю доказів. Сам Одарченко заперечив цю інформацію.
Кандидат у народні депутати від партії «Слуга народу» на парламентських виборах 2019 року (виборчий округ № 170, Московський район Харкова).
З 29 серпня 2019 — народний депутат від партії «Слуга народу» (IX скликання). Член Комітету з питань антикорупційної політики. За 2019 рік Одарченко був співавтором 14 законопроєктів, жоден з яких не підтримав парламент.
Під час карантину у 2020 році, за даними ЗМІ, займався «гречкосійством», коли роздавав маски у 170 окрузі (Харків).

## Розслідування
З розслідування проєкту Схеми стало відомо, що Одарченко фінансував проросійську партію Мураєва «Наші».
21 листопада 2023 року Одарченка затримали працівники НАБУ та САП під час спроби передачі хабаря голові Державного агентства відновлення та розвитку інфраструктури України Мустафі Найєму у криптовалюті в еквіваленті $50 тис. Це перший випадок хабаря у криптовалюті, який вдалося задокументувати українським правоохоронцям. 22 листопада суд обрав Андрію запобіжний захід у вигляді тримання під вартою з можливістю застави у 15 млн грн.
23 листопада членство Одарченка в партії «Слуга народу» призупинено, а 24 листопада він вийшов на свободу, внісши заставу.
16 квітня 2024 року справу Одарченка про хабар скерували до суду.  
18 вересня 2024 року Одарченко втік до Румунії. Він перетнув кордон в районі Красноїльська Чернівецької області поза межами пункту пропуску з Румунією, після чого звернувся до державних органів з проханням надати йому притулок. Заставу у сумі 15 млн гривень буде стягнуто в дохід держави, а Одарченка оголосили в розшук. 19 вересня ВАКС оголосив Одарченка у державний та міжнародний розшук. 23 вересня його було заочно заарештовано. Того ж дня у ВРУ зареєстрували постанову про відкликання Андрія Одарченка з посади члена Комітету з питань антикорупційної політики Верховної Ради України.
15 листопада Вищий антикорупційний суд оголосив вирок Одарченку у справі про підкуп, засудивши його на 8 років ув'язнення заочно.

## Нагороди
- 2012 — грамота Харківської обласної організації профспілки працівників освіти і науки України[джерело?]

## Родина та особисте життя
- Син: Одарченко Микола Андрійович[24];
- Дочка: Одарченко Алла Андріївна[24].
- Брат: Одарченко Дмитро[25]

## Публікації
1. АМ Одарченко, КВ Сподар, ОО Лісніченко. Біржова діяльність. Методичні вказівки та завдання для практичних занять. ХДУХТ (2017).
2. ↑ А. Н. Одарченко. Влияние технологических режимов и приемов на качество пищевых продуктов и сырья при замораживании и холодильном хранении. Монография. Харьков: ХГУПТ (2017).
3. ↑ Андрій Миколайович Одарченко, Яна Юріївна Албатова, Катерина Вікторівна Сподар, Тетяна Василівна Карбівнича. Commodity analysis of spreads with increased biological value. Technology audit and production reserves (2016).
4. ↑ Андрій Миколайович Одарченко, Катерина Вікторівна Сподар. Особенности электронной коммерции и перспективы ее развития в Украине. Бизнес информ (2015).